# Adolf Friedrich II. (Mecklenburg)

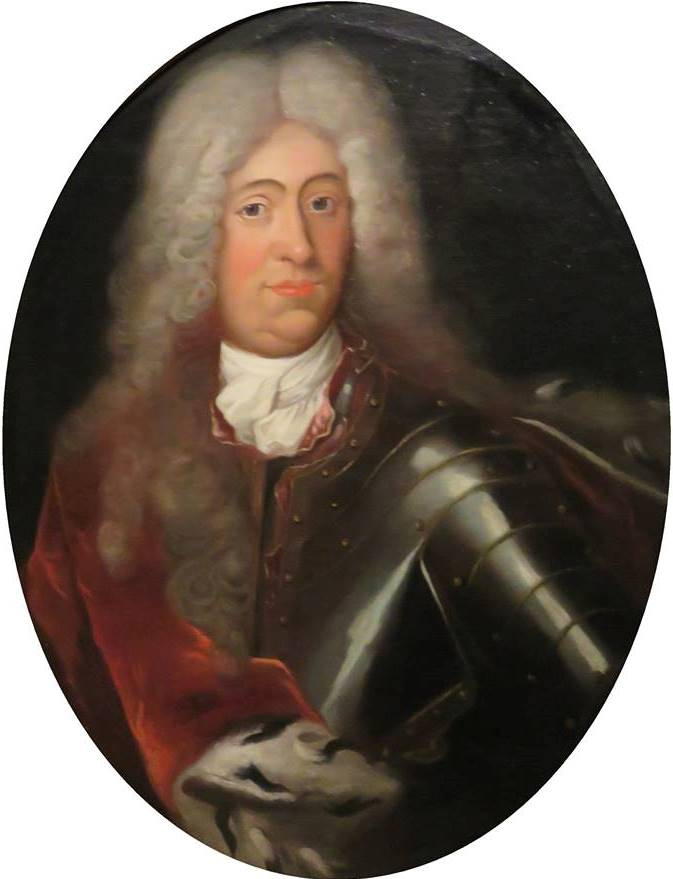
Herzog Adolf Friedrich II.

Adolf Friedrich II., Herzog zu Mecklenburg [-Strelitz] (* 19. Oktober 1658 in Grabow; † 12. Mai 1708 in Strelitz) war ab 1701 regierender Herzog im Landesteil Mecklenburg-Strelitz.

## Leben
Als jüngster Sohn des Herzogs Adolf Friedrich I. und dessen Frau Marie Katharine, Tochter von Herzog Julius Ernst von Dannenberg, wurde er erst nach dem Tod des Vaters geboren. Er beanspruchte 1695 nach dem Tode seines Schwiegervaters, Herzog Gustav Adolf zu Mecklenburg [-Güstrow], die Nachfolge in dessen (Teil-)Herzogtum, konnte dieses Ziel jedoch nicht erreichen. Unklare Rechtszustände führten zu langjährigem Thronfolgestreit in Mecklenburg, der nur mit Hilfe auswärtiger Mächte beigelegt werden konnte. Nach zähen Verhandlungen wurde am 8. März 1701 in Hamburg mit dem Herzog Friedrich Wilhelm zu Mecklenburg [-Schwerin] eine Einigung dahingehend erzielt, dass das Güstrower Erbe wertmäßig zwischen beiden geteilt werden sollte (Hamburger Vergleich). Dem Schweriner fiel dabei das (Teil-)Herzogtum Mecklenburg-Güstrow mit der daran haftenden Stimme auf den Reichstagen zu. Adolf Friedrich erhielt das Fürstentum Ratzeburg mit dessen Stimme auf Reichstagen, die Herrschaft Stargard und die Komtureien Mirow und Nemerow sowie einen festen Anteil am Boizenburger Elbzoll (jährlich 9.000 Thaler). Diese Gebietsanteile bildeten fortan das (Teil-)Herzogtum Mecklenburg-Strelitz, das jedoch stets Teil des mecklenburgischen Gesamtstaates blieb.
Adolf Friedrich II. gilt als besonders weitsichtiger Fürst. Zielgerichtet nahm er den Ausbau des neu erworbenen Herrschaftsgebietes in Angriff, das noch immer an den Folgen des Dreißigjährigen Krieges krankte, äußerst dünn bevölkert war und wirtschaftlich am Boden lag. Nach preußischem Vorbild bildeten die Förderung der Infrastruktur einen besonderen Schwerpunkt seiner Regierungstätigkeit, wobei sein besonderes Augenmerk dem wirtschaftlichen Ausbau von Mirow galt. Der frühe Tod von Adolf Friedrich II. nach kaum acht Regierungsjahren ließ all das schon in ersten Anfängen stecken bleiben.
Für Mecklenburg-Strelitz hatte er in seinem Testament bereits 1706 Verfügungen getroffen, welche seinem minderjährigen Sohn Adolf Friedrich III. die Thronbesteigung sichern sollten. Adolf Friedrich II. wurde damit zum Stammvater des Hauses Mecklenburg-Strelitz der mecklenburgischen Dynastie, das bis 1918 regierte und 1934 im thronfolgeberechtigten Mannesstamm ausstarb.

## Familie

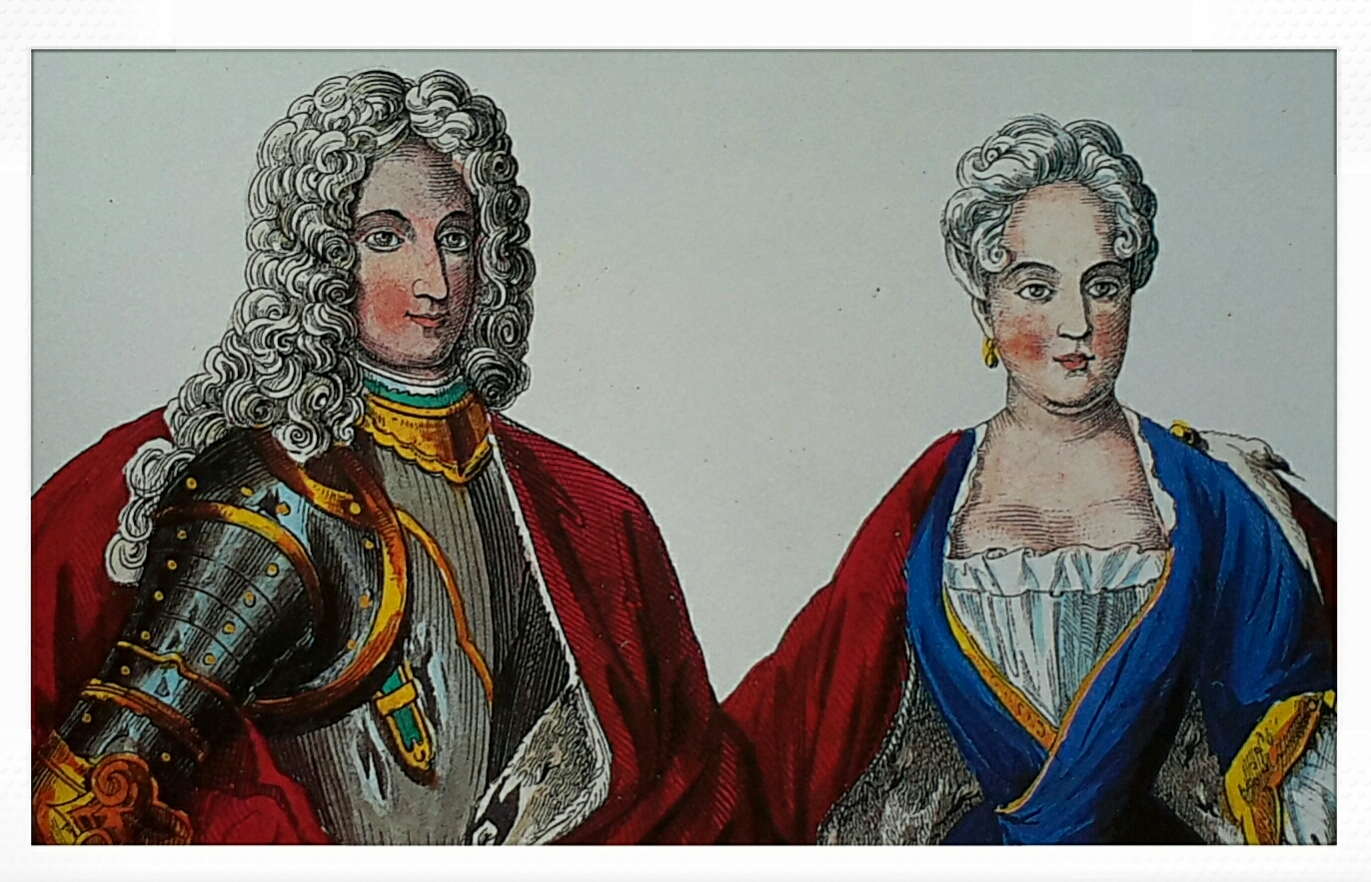
Herzog Adolf Friedrich II. mit erster Gemahlin. Kupferstich, um 1845.

Herzog Adolf Friedrich II. war dreimal verheiratet:
Das erste Mal heiratete er am 23. September 1684 in Güstrow Prinzessin Marie (* 19. Juli 1659 in Güstrow; † 16. Januar 1701 in Strelitz; begr. im Dom Güstrow), die Tochter von Herzog Gustav Adolf von Mecklenburg-Güstrow. Mit ihr hatte er folgende Kinder:
- Adolf Friedrich III. (1686–1752), Nachfolger des Vaters auf dem strelitzschen Thron
- Magdalene Amalie (*/† 1689)
- Marie (*/† 1690)
- Eleonore Wilhelmine (*/† 1691)
- Gustave Caroline (* 12. Juli 1694 in Strelitz; † 13. April 1748 in Schwerin) ⚭ mit Herzog Christian Ludwig II. von Mecklenburg-Schwerin

Das zweite Mal heiratete er am 20. Juni 1702 in Strelitz Prinzessin Johanne (* 1. Oktober 1680 in Gotha; † 9. Juli 1704 in Strelitz), die Tochter von Herzog Friedrich I. von Sachsen-Gotha-Altenburg. Die Ehe blieb kinderlos.
Als Dritte heiratete er am 10. Juni 1705 in Strelitz Prinzessin Emilie (* 13. März 1681 in Schwarzburg; † 1. November 1751 in Mirow), die Tochter von Graf und Fürst Christian Wilhelm von Schwarzburg-Sondershausen. Mit ihr hatte er weitere zwei Kinder:
- Sophie Christine Louise (* 1. Oktober 1706; † 22. Dezember 1708)
- Karl (Ludwig Friedrich) (* 23. Februar 1708 in Strelitz; † 4. Juni 1752 in Mirow), genannt: „Prinz von Mirow“